# Patrick van Diemen
Pour les articles homonymes, voir Van Diemen.
Patrick van Diemen (né à Woerden le 12 juin 1972) est un joueur de football néerlandais, qui évoluait au poste de milieu défensif. Il a joué toute sa carrière dans des clubs de deuxième moitié de classement en Eredivisie, à l'exception de 3 saisons passées en Belgique, à Anderlecht où il remporte ses seuls trophées. Il a mis un terme à sa carrière professionnelle en 2008, et après une dernière pige chez les amateurs du VV Baronie, il range définitivement ses crampons.

## Statistiques saison par saison
| Saison    | Club           | Championnat    | Matches | Buts |
| --------- | -------------- | -------------- | ------- | ---- |
| 1990-1991 | FC Utrecht     | Eredivisie     | 10      | 0    |
| 1991-1992 | FC Utrecht     | Eredivisie     | 2       | 0    |
| 1992-1993 | FC Utrecht     | Eredivisie     | 16      | 1    |
| 1993-1994 | FC Utrecht     | Eredivisie     | 7       | 0    |
| 1993-1994 | AZ Alkmaar     | Eredivisie     | 21      | 5    |
| 1994-1995 | NEC Nimègue    | Eredivisie     | 34      | 5    |
| 1995-1996 | NEC Nimègue    | Eredivisie     | 33      | 2    |
| 1996-1997 | RKC Waalwijk   | Eredivisie     | 32      | 3    |
| 1997-1998 | RKC Waalwijk   | Eredivisie     | 27      | 8    |
| 1998-1999 | RSC Anderlecht | Jupiler League | 32      | 5    |
| 1999-2000 | RSC Anderlecht | Jupiler League | 32      | 4    |
| 2000-2001 | RSC Anderlecht | Jupiler League | 18      | 2    |
| 2001-2002 | RKC Waalwijk   | Eredivisie     | 32      | 2    |
| 2002-2003 | RKC Waalwijk   | Eredivisie     | 33      | 4    |
| 2003-2004 | RKC Waalwijk   | Eredivisie     | 34      | 1    |
| 2004-2005 | RKC Waalwijk   | Eredivisie     | 32      | 0    |
| 2005-2006 | RKC Waalwijk   | Eredivisie     | 26      | 0    |
| 2006-2007 | RKC Waalwijk   | Eredivisie     | 26      | 1    |
| 2007-2008 | RKC Waalwijk   | Eerste Divisie | 9       | 0    |
| 2008-2009 | VV Baronie     | Hoofdklasse    | ?       | ?    |
| 1990-2009 | Total          | Total          | 456     | 43   |

## Palmarès
- 2 fois Champion de Belgique avec Anderlecht en 2000 et 2001.
- Vainqueur de la Supercoupe de Belgique avec Anderlecht en 2000.
- Vainqueur de la Coupe de la Ligue Pro belge avec Anderlecht en 2000